# L'ombra dell'Oriente
L'ombra dell'Oriente (The Shadow of the East) è un film muto del 1924 diretto da George Archainbaud. La sceneggiatura si basa sull'omonimo romanzo di Edith Maude Hull pubblicato a Boston nel 1921.

## Trama
In India, Barry Craven rivede Gillian Locke, l'ex fidanzata, che si trova lì in viaggio insieme al padre. Per Barry scocca di nuovo la scintilla, ma il loro amore è ormai impossibile, visto che lui ha sposato Lolaire, una ragazza indiana. La moglie però si accorge di ciò che sta accadendo: in preda alla gelosia, finisce per uccidersi. Craven è ora libero di tornare in Inghilterra e sposare Gillian. Kunwar Singh, un indiano che è al suo servizio, gli lancia una maledizione per vendicare Lolaire. Craven, in seguito al maleficio, lascia la moglie e parte per il deserto algerino. Lì, ritrova Said, un compagno di studi universitario, figlio di uno sceicco. Quando il servitore viene ucciso, "l'ombra dell'est", la maledizione che aveva lanciato, muore con lui. Adesso Craven può riunirsi alla moglie che lo ha raggiunto in Algeria.

## Produzione
Il film fu prodotto dalla Fox Film Corporation.

## Distribuzione
Il copyright del film, richiesto dalla Fox Film Corp., fu registrato il  27 gennaio 1924 con il numero LP19881. Nello stesso giorno, distribuito dalla Fox Film Corporation e presentato da William Fox, il film uscì nelle sale cinematografiche degli Stati Uniti. Nel Regno Unito, prese il titolo The Shadow of the Desert; in Austria, dove fu distribuito nel 1925, quello di Der Schatten des Ostens.
Non si conoscono copie ancora esistenti della pellicola che viene considerata presumibilmente perduta.